# Alaena ngonga
Alaena ngonga is een vlinder uit de familie van de Lycaenidae. De wetenschappelijke naam van de soort is voor het eerst geldig gepubliceerd in 1966 door Jackson.